# Cecilia Hagen
Ellen Cecilia Margareta Hagen (* 15. Mai 1946 in Stockholm) ist eine schwedische Journalistin und Schriftstellerin.

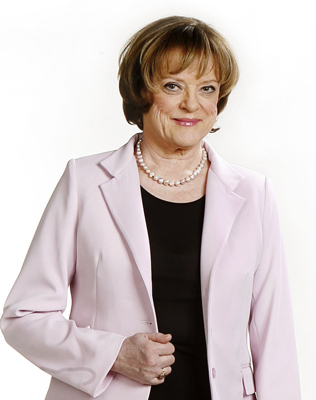
Cecilia Hagen

## Leben
Nach ihrer Schulausbildung und ihrem Abitur, studierte sie an der Handelshochschule Stockholm und anschließend am Institutionen för journalistik, medier och kommunikation (Institut für Journalistik, Medien und Kommunikation) in Stockholm.
Cecilia Hagen ist seit 1973 beim Expressen als Journalistin tätig und hat viele Bücher veröffentlicht.
Sie erhielt 2006 den Lukas Bonniers Stora Journalistpris (Großen Lukas Bonniers Journalistenpreis) und erhielt 2011 die St. Eriksmedaille (S:t Eriksmedaljen).
Da ihre Werke bisher noch nicht auf Deutsch übersetzt wurden, ist sie in Deutschland nicht sehr bekannt.
Cecilia Hagen trat von 1995 bis 2008 16-mal als Prominente in der schwedischen  Quiz-Fernsehshow På Spåret des Fernsehsenders SVT auf. 1995 gewann sie in einer Staffel, zusammen mit dem schwedischen Schriftsteller Tomas Tengby, den Preis dieser Quiz-Show.

## Familie
Cecilia Hagen ist die Tochter des schwedischen Diplomaten Thord Hagen und Enkelin der schwedischen Politikerin Ellen Hagen. Darüber hinaus ist sie Enkelin des schwedischen Archivars und Historiker Tor Bergman und Greta Bergman, geb. Bonnier, einer Enkelin des schwedischen Verlegers Karl Otto Bonnier. Ihre Großcousine Cissi Elwin Frenkel, die ebenfalls von der Familie Bonnier abstammt, ist ebenfalls eine bekannte schwedische Journalistin. Hagen war mit den schwedischen Ingemar Unge von 1976 bis 1989 verheiratet. Sie ist die Mutter des schwedischen Schauspielers und Komikers Jonatan Unge.

## Werke
- 2008 – Kulla-Gulla stretar vidare
- 2005 – Mina resor med Diana
- 2002 – De osannolika systrarna Mitford: En sannsaga
- 2000 – Ellen Svenssons dagbok
- 1999 – Tantvarning!
- 1999 – London är som Stockholm fast lite större
- 1998 – Blandande känslor
- 1998 – Stockholm från min blå buss: Cecilia Hagen berättar från nya linje 4
- 1997 – Blandade känslor
- 1996 – Fredrik och Charlotte: tio år senare
- 1994 – Kulla-Gulla i övergångsåldern – eller Nu fyller alla duktiga flickor 50
- 1990 – De bästa kåserierna
- 1989 – Rebecka Aurora Eloise von Bernadotte
- 1987 – Mamma bit för bit
- 1985 – Fredrik och Charlotte: fint folk från vaggan till graven
- 1982 – Inte bara barnsligheter
- 1981 – Några skvättar ur ett vällingfläckat liv